# Murányi Zsigmond
Murányi Zsigmond (Zilah, 1775 körül – Zilah, 1840 körül) színész, drámafordító. 

## Pályafutása
Református lelkész fia. 1807-ben a Pesti Magyar Színházhoz került. 1806-ban ismerkedett meg Lefévre Teréziával Kolozsvárt, aki akkor ott már színésznő volt és nőül vette. 1807-ben nejével Pestre szerződött és 1808-ban újra visszatértek Kolozsvárra. 1811-ben és 1814-ben ismét Pesten és a vidéki szinpadokon szerepelt. 1816-ban és 1817-ben Miskolcról Kassára ment és ott működött társulatával. 1819-ben a székesfehérvári színtársulat tagja volt és ezen társulattal 1821 júniusában Komáromban játszott nejével és négy gyermekével. 1824-től 1827-ig ismét Kolozsvárt szerepelt. A későbbi években valószínűleg visszavonult a színészi pályától. 1822. augusztus 4-én táblabírói tisztséget nyert. 1831-ben egy pesti vándortársulatnak volt a tagja. Déryné szerint özvegy anyja halála után Zilahra költözött, valamint ugyanő írja róla, hogy »színdarabokban is, énekesekben is mindent gyengén játszott.«, valamint hogy fahangja volt. Mint rendező hasznára volt a vándortársulatoknak. Murányi különösen az apaszerepekben tűnt ki, de alakított uralkodókat és főrangú személyeket is.

## Fontosabb szerepei
- Montalbán (Lemierre: Lanassza);
- Thury György (Ihászi I.);
- Podjebrád (Szentjóbi Szabó László: Mátyás király);
- Géza herceg (Kisfaludy Károly: Ilka).

## Színművei, műfordításai
- Két férj felesége, érzékenyjáték 3 felv. Babo után ford. (Előadták Pesten 1807. okt. 2., 1810-11.);
- A félig-meddig ittasok, vígj. 4 f. Bretzner után (Pesten 1807. nov. 11., 1809-1810.);
- Hűség próbája, vagy a szerecseny leány, vígj. 3 felv. Töpfer után (Pesten 1809. jan. 4., 1810.);
- Leányi barátság, vígj. 1 felv. ford. (Pesten, 1809. máj. 7. még egyszer, 1812. kétszer és 1814.);
- Ez a ház eladó, vígj. 1 f. Kotzebue után (Pesten, 1810. aug. 15. és 1811.);
- Karolo Karolini, nézőj. 5 felv., Schikaneder E. után (Pesten, 1810. máj. 28., 1811. kétszer, 1812-13.);
- Zitah Mani, vagy XII. Károly Bendernél, vitézi játék 4 felv. ford. (Pesten, 1810. jan. 26., 1811-12., 1814., Kassán 1829. nov. 1., Máramaros-Szigeten 1830. júl. 22. és Miskolcon okt. 14.);
- Az ezüst menyegző, szinj. 5 felv. Kotzebue után (Pesten 1810., Budán 1836. dec. 8.);
- Házi doktor, vígj. 3 felv. Ziegler Fr. W. után (Pesten 1811. nov. 8., 1812-14.; Székesfehérvárt 1814., Budán 1834. jún. 10., 18., szept. 22.);
- Jolántha, jeruzsálemi királynő, szomorújáték 5 felv. Ziegler Fr. W. után (Pesten 1811. decí. 12., 1812. kétszer, Győrött 1829. nov. 16., Budán 1834. febr. 25., 1835., 1836., Kassán 1835. máj. 2.);
- Kastély az országúton, vígj. 1 felv., Kotzebue után (Pesten 1813. dec. 12., 1814. kétszer, Budán 1834-35.);
- Mária Therésia és a magyarok hűsége, vagy a pozsonyi dieta 1741-ben, színre alkalmaztatta (Pesten 1822. nov. 27.);
- Tréfa veszedelem, bolonddá is tehet a szerelem, vígsággal elegyes nézőjáték 3 felv., gróf Ries után (Debreczenben 1831. márcz. 24. Történet tréfája c. Budán 1834. jún. 26).
- A bujdosó Ámor, vagy a gyanakodó házastársak, vígj. 4 felv. Kotzebue után (Miskolcon 1832. nov. 29.);
- A három század, tündéries vígj. 3 szakaszban, Meisl után (Miskolcon 1833. márc. 17.);

Benkő szerint még a következő darabokat írta és fordította:
Átok áldás, dráma 2 felv. Houwald után; Éliás hálósapkája, ford.; Idoli, eredeti 1795.; Páris, London, Konstantinápoly, ford.; Szép és rút leány, Kotzebue után.